# Concubinaj
Concubinajul este acea relație interumană în care doi adulți hotărăsc să trăiască și să se gospodărească în comun. 
Majoritatea statelor europene au reglementat concubinajul mai ales din cauza numărului mare de copii născuți din cupluri necăsătorite. Pe locul întâi se află Islanda cu 66.9% dintre copii proveniți din relații din afara căsătoriei, urmată de Franța cu 59.1%. Majoritatea copiilor se nasc în afara căsătoriei în Estonia, Bulgaria, Slovenia, Norvegia, Suedia, Danemarca și Portugalia. În România, 31% din copii se nasc în afara căsătoriei (2015).
Iubit/ibovnic/concubin/amorez/drăguț = persoană care întreține relații intime, de dragoste cu o altă persoană, fără a fi căsătorit cu aceasta, care trăiește în concubinaj și care iubește de obicei în taină cu pasiune.

## Legislația în România
Potrivit prevederilor  din Codul civil al României, statul român recunoaște doar căsătoria încheiată în fața ofițerului de stare civilă, nu și concubinajul. Cu toate acestea, concubinajul are anumite efecte legate de prezumția de paternitate. Art. 426 "Prezumția filiației față de pretinsul tată", se aplică în cazul când filiația trebuie stabilită pe cale juridică (există o oarecare analogie cu prezumția de paternitate în cazul căsătoriei).  
Conform acestui articol "(1) Paternitatea se prezumă dacă se dovedește că pretinsul tată a conviețuit cu mama copilului în perioada timpului legal al concepțiunii. (2) Prezumția este înlăturată dacă pretinsul tată dovedește că este exclus ca el să îl fi conceput pe copil."
În România, copilul născut în afara căsătoriei are aceleași drepturi precum cel născut în cadrul căsătoriei (Art 260 codul civil,  Art 48 (3) Constituția României).
În legătură cu modul de stabilire a paternității, conform deciziei CEDO Călin și alții împotriva României dreptul copiilor de a-și stabili paternitatea este imprescriptibil, indiferent de data la care s-au născut (adică incluzând și copiii născuți înainte de 2007).
În România, un copil născut sau conceput în timpul căsătoriei îl are ca tată prezumat pe soț. Astfel, soțul trebuie trecut în certificatul de naștere. Ulterior, se poate deschide în instanță o acțiune de tăgada a paternității.  În Codul civil al României, tăgada paternității este prevăzută de articolele 429-434. Conform art 429  "Acțiunea în tăgada paternității poate fi pornită de soțul mamei, de mamă, de tatăl biologic, precum și de copil."
În România, adulterul a fost dezincriminat în 2006. Astfel, relațiile sexuale consimțite nu sunt pedepsite de lege, cu excepția celor care implică minori sub vârsta de 15 ani, sau incest.